# Caravaca de la Cruz
Caravaca de la Cruz település Spanyolországban, Murciában. Caravaca de la Cruz Lorca, Vélez-Blanco, Puebla de Don Fadrique, Moratalla és Cehegín községekkel határos. Lakosainak száma 25 996 fő (2024).

## Népesség
A település népessége az elmúlt években az alábbi módon változott:
| Lakosok száma | 22 880 | 24 179 | 25 688 | 26 415 | 26 415 | 26 280 | 25 633 | 25 760 | 25 722 | 25 996 |
|               | 2001   | 2004   | 2007   | 2009   | 2012   | 2014   | 2017   | 2019   | 2022   | 2024   |